# トンロー駅
トンロー駅（トンローえき、タイ語:สถานีทองหล่อ）は、タイ王国のバンコク都ワッタナー区とクローントゥーイ区の境界線上にある、バンコク・スカイトレイン（BTS）スクムウィット線の駅。駅番号は「E6」。

## 歴史
- 1999年12月5日 - スクムウィット線1期区間として、駅が開業。
- 2020年10月1日 - 可動式ホーム柵の使用を開始[1]。

## 駅構造

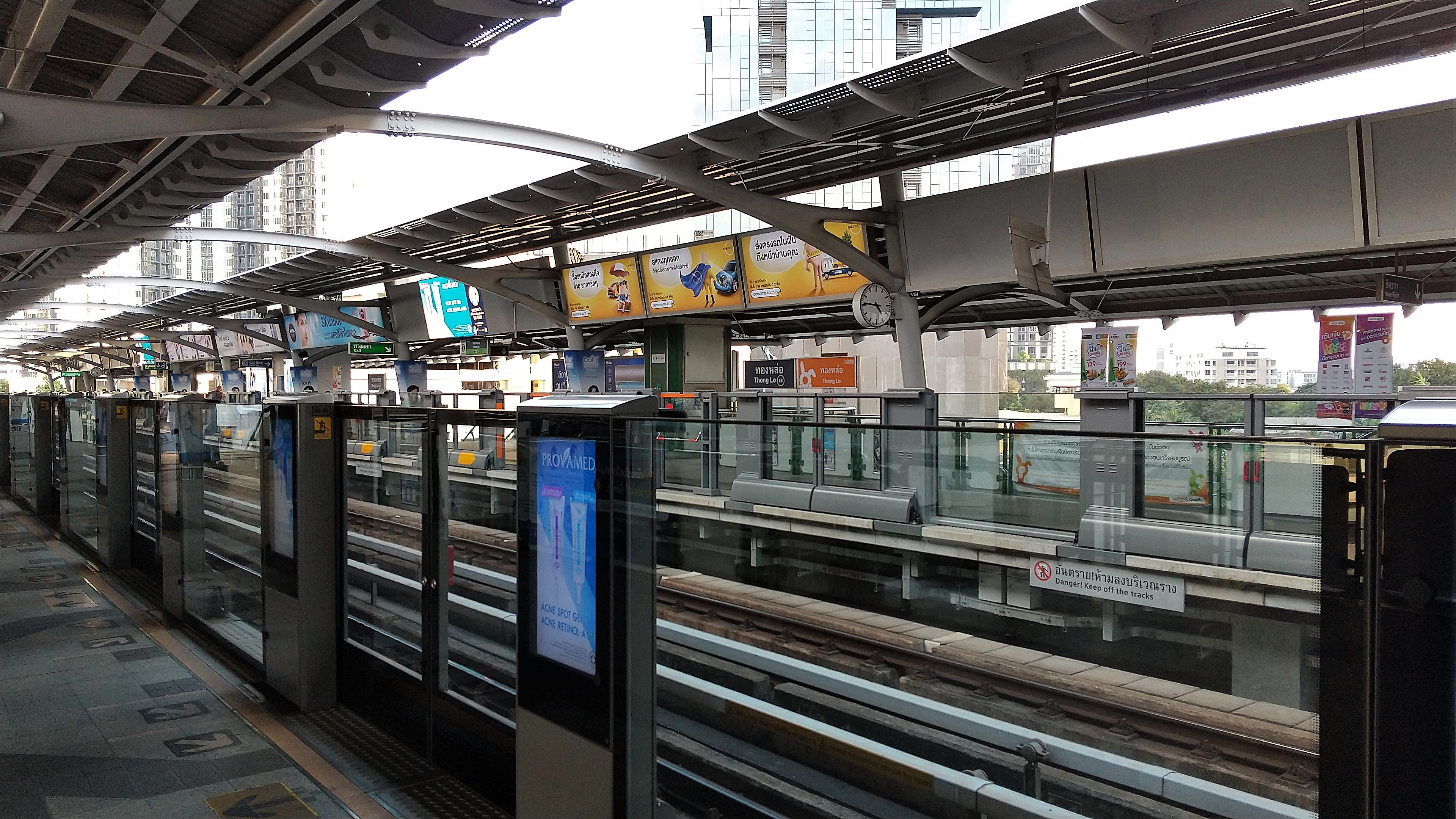
ホーム

スクムウィット通りの直上にある高架駅。U2階がコンコース・改札階、U3階がホーム階である。ホームは長さ150mの相対式2面2線を有しており、可動式ホーム柵を完備している。

### のりば
| 番線 | 路線              | 行先                                           |
| ---- | ----------------- | ---------------------------------------------- |
| 1    | ■スクムウィット線 | サムロン・ケーハ方面                           |
| 2    | ■スクムウィット線 | アソーク・サイアム・パヤータイ・クーコット方面 |

## 駅周辺

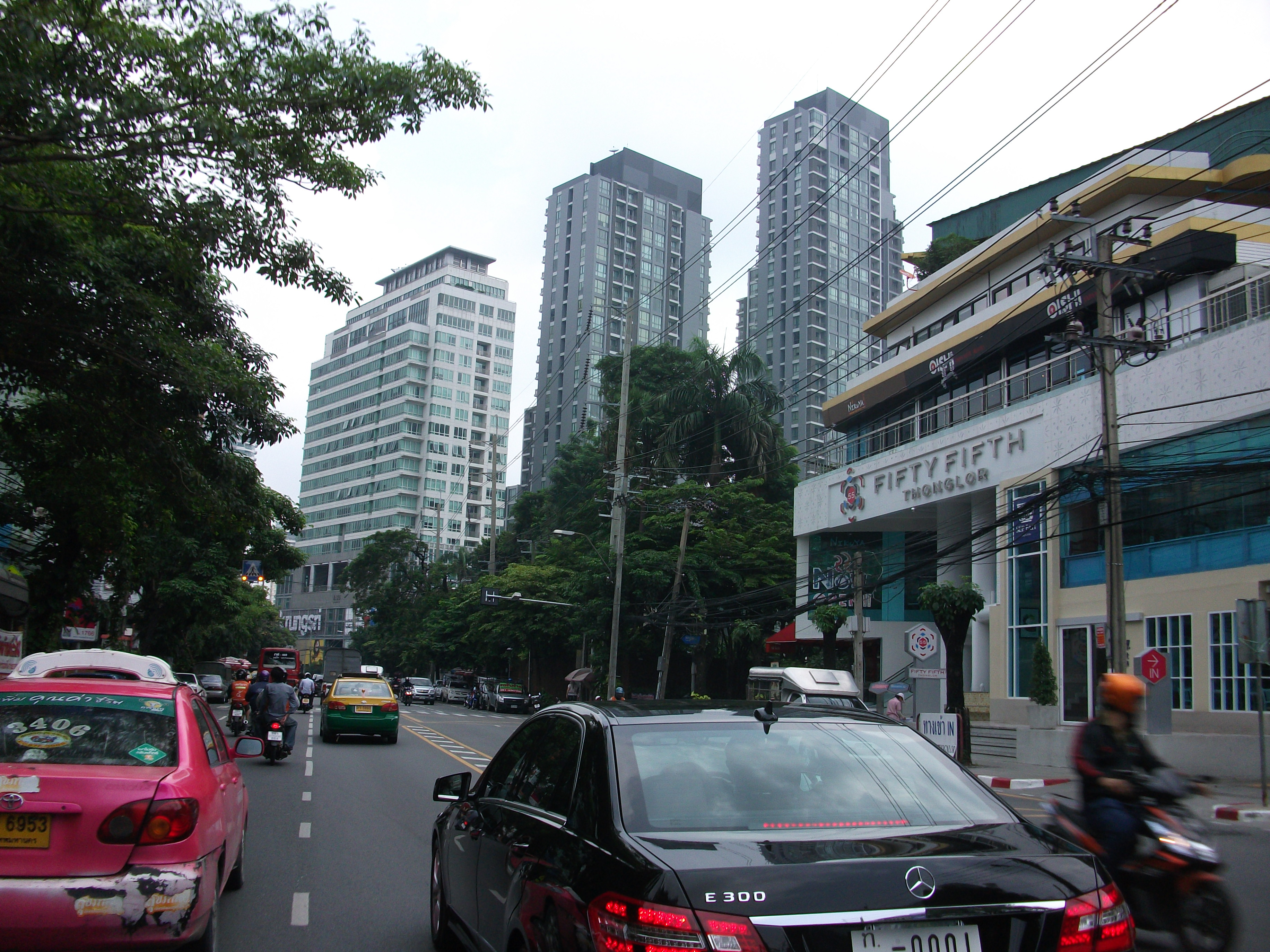
ソイ・トンローの街並み

トンロー地区のメイン通りであるソイ・トンロー（スクムビット・ソイ55、3番出口）があり、トーンローバス（赤バス、7バーツ）でソイの奥まで行ける。この辺りは日本人や西洋人向けの高級コンドミニアムが多く、日本人向けの日本料理店やラーメン屋、レストラン、ショップが多い。
- 郵便局　2番出口
- トンロータイ語学校
  - 桂花ラーメン
  - ソウル
  - とらや
  - 山葵庵
  - 極楽
  - グランドラーメン
  - 仙台ラーメン もっこり
  - 誠屋
  - こころ
  - ぱぱ吉
- タイ王室後援タイ製薬協会（タイ語版）
- プリディバノミョン研究所（タイ語版）
- バンコク・マリオットホテル・スクンビット
- ホテル ニッコー バンコク
- ホテルJALシティバンコク
- フィフティー フィフス トンロー
  - 大阪王将トンロー店
- スクンビット通りソイ49
  - ヴィラ・マーケット
  - サミティウェート病院
  - リトルメープル託児所
  - チンタイバンコク
  - プダオ
  - 太鼓
  - アコ画廊
- ドンキモール・トンロー[2]（シャトルバスあり[3]）
  - DON DON DONKI トンロー店
  - オンデーズ
  - 糀美人
  - ダイソー

ほか
- Big C

## 隣の駅
バンコク・スカイトレイン
■スクムウィット線
プロームポン駅 (E5) - トンロー駅 (E6) - エカマイ駅 (E7)